# Тишина на площадке: Тёмная сторона детского телевидения
«Тишина́ на площа́дке: Тёмная сторона́ де́тского телеви́дения» (англ. Quiet on Set: The Dark Side of Kids TV) — американский пятисерийный документальный телесериал 2024 года, подробно рассказывающий о мрачном закулисье детских телевизионных программ с 1990-х по 2000-е годы, с особым акцентом на работу Дэна Шнайдера в качестве продюсера и ведущего шоу на телеканале Nickelodeon. Первые четыре серии были показаны в период с 17 по 18 марта 2024 года на канале Investigation Discovery, а пятый эпизод вышел в эфир 7 апреля. Сериал также был выпущен на Max и Discovery+. «Тишина на площадке» был спродюсирован компанией Maxine Productions совместно с Sony Pictures Television Nonfiction и Business Insider. Основан на статье издания Business Insider о Nickelodeon, опубликованной в 2022 году.
После выхода на экраны сериал получил положительные отзывы от зрителей и критикой, а также людей, которые утверждали, что у них был негативный опыт работы в Nickelodeon. Критика картины была вызвана тем, что в ней не было подробно рассказано о корпоративной культуре в Nickelodeon. Шнайдер опубликовал интервью с извинениями на своём YouTube-канале, что вызвало дальнейшие обсуждения со стороны других звёзд Nickelodeon и дополнительные комментарии от людей, участвовавших в сериале. Кроме того, несколько человек, во время суда написавших письма поддержки актёру и инструктору по диалогам Брайану Пеку, обвинённого в сексуальном насилии, публично отказались поддерживать его, особенно в свете этого сериала. «Тишина на площадке...» вызвал широкую дискуссию, особенно в социальных сетях, вокруг практики индустрии в отношении детей-актёров, ранней потери девственности и цены славы для детей-звёзд.

## Синопсис
«Тишина на площадке: Тёмная сторона детского телевидения» рассказывает об успехе телевизионного продюсера Дэна Шнайдера, которого обвинили в создании токсичной рабочей атмосферы. Сериал начинается с работ Шнайдера в хронологическом порядке, начиная с его первого большого хита «Всякая всячина», который вышел в эфир в 1994 году. Сценаристки Кристи Стрэттон и Дженни Килген обвиняют Шнайдера в том, что он недоплачивал им и руководил жёсткой женоненавистнической культурой среди сценаристов. По ходу сериала освещаются другие детали, касающиеся актёров в шоу Шнайдера. Бывшая актриса Алекса Николас подробно рассказывает о своём опыте работы в сериале «Зои 101». Также появляются бывшие актёры и члены съёмочной группы «Всякая всячина», «Шоу Аманды» и других шоу Nickelodeon.
В третьем эпизоде Дрейк Белл рассказывает, что подвергся сексуальному насилию со стороны бывшего инструктора по диалогам Nickelodeon Брайана Пека (не имеющего отношения к актёру Джошу Пеку, снимавшегося вместе с Беллом в ситкоме «Дрейк и Джош»). Пек был арестован и обвинён в сексуальном насилии над детьми в 2003 году, однако имя предполагаемой жертвы было засекречено. Он был приговорён к 16 месяцам тюремного заключения. Также в сериале подлежат обнародованию письма председательствующему судье в поддержку Пека, в том числе от актёров Джеймса Марсдена, Кимми Робертсон, Тарана Киллама, Алана Тика, Джоанны Кернс, Райдера Стронга и Уилла Фридла, а также режиссёра Рича Коррелла и продюсера Тома Десанто. В этом эпизоде Керс заявила, что на тот момент она не знала всей полноты дела и теперь сожалеет о своём письме поддержки.
Ассистент продюсера Джейсон Майкл Хэнди, в 2004 году приговорённый в 2004 году к шести годам тюремного заключения по обвинению в непристойных действиях в отношении ребёнка и распространении материалов откровенно сексуального характера по электронной почте, а также в правонарушении, связанном с сексуальной эксплуатацией детей, назвал себя «настоящим педофилом».

## Эпизоды
| № | Название                                                                 | Режиссёр                    | Дата премьеры | Зрители США (млн) |
| --- | ------------------------------------------------------------------------ | --------------------------- | ------------- | ----------------- |
| 1 | «Rising Stars, Rising Questions» «Восходящие звёзды, восходящие вопросы» | Мэри Робертсон и Эмма Шварц | 17 марта 2024 | 0,614             |
| Эпизод рассказывает о начале карьеры Дэна Шнайдера, фокусируясь на его работе над телешоу «Всякая всячина» в качестве продюсера и сценариста. Две бывшие сценаристки, участвовавшие в шоу, Кристи Стрэттон и Дженни Килген, рассказывают о своих непростых отношениях со Шнайдер. К ним относятся раздельная оплата, которая противоречит правилам «Гильдии сценаристов США», а также предполагаемые сексуальные домогательства со стороны Шнайдера. Эпизод заканчивается после урегулирования иска о гендерной дискриминации и увольнения двух сценаристок. |                                                                          |                             |               |                   |
| 2 | «Hidden in Plain Sight» «Спрятанный у всех на виду»                      | Мэри Робертсон и Эмма Шварц | 17 марта 2024 | 0,614             |
| Аманда Байнс была замечена продюсером в 1996 году во время выступления в Laugh Factory. Её карьера пошла в гору благодаря сериалам «Шоу Аманды» и «За что тебя люблю». Бывшие дети-актеры «Всякой всячины», включая Леона Фриерсона, Брайана Хирна, Катрину Джонсон, Джовонни Сэмюэлс и Кайла Салливана, рассказывают о жестком обращении со стороны Шнайдера. В этом эпизоде также показано, как два члена съёмочной группы «Всякой всячины»: помощник продюсера Джейсон Майкл Хэнди и инструктор по диалогам и актёр Брайан Пек, последний из которых также работал над «Шоу Аманды», были осуждены за сексуальные преступления. |                                                                          |                             |               |                   |
| 3 | «The Darkest Secret» «Самая мрачная тайна»                               | Мэри Робертсон и Эмма Шварц | 18 марта 2024 | 0,641             |
| Дрейк Белл и его отец Джо обсуждают, как во время съемок «Шоу Аманды» Брайан Пек манипулировал Дрейком, заставляя поверить, что он был важнее в жизни Дрейка, чем родители. Дрейк рассказывает о том, что Пек в конечном итоге неоднократно подвергал его сексуальному насилию. После того, как Пек пытался дозвониться Дрейку домой к его девушке и настаивал на том, чтобы он сыграл роль отца в сериале «Дрейк и Джош», он и его мать обратились в полицию, после чего Пека арестовали. Дрейк и его родители были рады, что им больше не придётся иметь с ним дело, но Дрейк долгие годы оставался травмированным до такой степени, что пошёл по пути саморазрушения. |                                                                          |                             |               |                   |
| 4 | «Too Close to the Sun» «Слишком близко к Солнцу»                         | Мэри Робертсон и Эмма Шварц | 18 марта 2024 | 0,641             |
| Эпизод начинается с обсуждения судебного дела Брайана Пека, в котором его поддерживали несколько голливудских знаменитостей. В дальнейшей карьере Дэна Шнайдера он становится более важным для Nickelodeon, но он подвергается пристальному вниманию из-за своего иногда неуместного поведения, а также сексуальных шуток, представленных в сериалах «Зоуи 101», «АйКарли» и «Виктория-победительница». Решение Nickelodeon уволить Шнайдера в 2018 году во время расцвета движения #MeToo приветствуется членами съемочной группы. Некоторые из интервьюируемых размышляют о том, как роль детей-актёров повлияла на их благополучие. В этом эпизоде также рассказывается о юридических проблемах Дрейка Белла, включая его арест за вождение в нетрезвом виде в 2015 году и его признание вины в создании угрозы для детей в 2021 году. |                                                                          |                             |               |                   |
| 5 | «Breaking the Silence» «Нарушая тишину»                                  | Мэри Робертсон и Эмма Шварц | 7 апреля 2024 | 0,453             |
| Эпизод повторяет первые четыре эпизода, включая неиспользованные фрагменты. В эпизоде также представлены интервью Дрейка Белла, Джовонни Сэмюэлса, Брайана Хирна, и Шейна Лайонса, а также матери Хирна Трейси Браун. |                                                                          |                             |               |                   |